# Yoo Ji-tae
Yoo Ji-tae (Seul, 13 aprile 1976) è un attore sudcoreano.

## Biografia
Yoo inizia la sua carriera come modello nel 1995 e rapidamente passa al cinema. Il suo primo ruolo importante è nel film Ju-yuso seubgyuksageun del 1999, grazie al quale riceve la nomination "Miglior nuovo attore" al Blue Dragon Film Awards. Nel 2000 vince il premio di "Miglior nuovo attore" ai Blue Dragon Film Awards per il film Donggam. Nel 2003 inizia a girare dei cortometraggi. Nel 2004 il film Yeojaneun namja-ui miraeda è presentato al Festival di Cannes. Conosciuto a livello internazionale, viene invitato come membro di numerose giurie tra cui, nel 2009, quelle del Busan International Film Festival e del Tokyo International Film Festival.

## Vita privata
Dal 2011 è sposato con l'attrice Kim Hyo-jin, che aveva conosciuto durante la sua carriera da modello nel 2003.

## Filmografia

### Attore
- Bye June – film (1998)
- Juyuso seubgyuksageun - film (1999)
- Donggam - film (2000)
- Nightmare - Il ritorno, regia di Ahn Byeong-k (2000)
- Libera me, regia di Alain Cavalier (2000)
- Bomnar-eun ganda - film (2001)
- Wonderful Days – film (2003)
- Into the Mirror, regia di Kim Sung-ho (2003)
- Natural City, regia di Byung-Chun Min (2003)
- Old Boy, regia di Park Chan-wook  (2003)
- Yeojaneun namja-ui miraeda (여자는 남자의 미래다) – film (2004)
- Namgeug-ilgi – film (2005)
- Lady Vendetta (친절한 금자씨), regia di Park Chan-wook (2005)
- Ga-eullo – film (2006)
- Sunjeong manhwa, regia di Ryu Jang-ha (2008)
- Star-ui yeon-in – serie TV, 20 episodi (2008-2009)
- Bimir-ae, regia di Ryu Joon (2010)
- Sim-ya-ui FM, regia di Kim Sang-man  (2010)
- Jinrui shikin – film (2013)
- The Tenor - Lirico spinto – film (2014)
- Healer (힐러) – serie TV, 20 episodi (2014-2015)
- Good Wife – serie TV, 16 episodi (2016)
- Split – film (2016)
- Mad Dog – serie TV, 16 episodi (2017)
- Kkun, regia di Jang Chang-won (2017)
- La casa di Jack, regia di Lars von Trier  (2018)
- Don – film (2019)
- Imong – serie TV, 40 episodi (2019)
- Hwa-yang-yeonhwa – serie TV, 16 episodi (2020)
- La casa di carta: Corea (종이의 집: 공동경제구역) – serie TV (2022-in corso)

### Regista
- Mai Ratima - film (2013)